# Днепр-Лоцманская
Днепр-Лоцманская (до июня 2017 года — Днепропетровск-Южный) — железнодорожная станция и второй по значению железнодорожный вокзал города Днепр. Вокзал открыт 1 июня 1975 года на месте железнодорожной станции Лоцманская, построенной в 1929 году. Адрес: Днепр, ул. Лоцманская, 2.

## Описание
Здание вокзала и сама станция относится к третьему классу, и по характеру работы относится к пассажирским.
Ограничивающие перегоны:
1. Нижнеднепровск-Узел — Днепр-Лоцманская;
2. Встречный — Днепр-Лоцманская.

Оба перегона оборудованы двухсторонней автоблокировкой.
На станции две пассажирской платформы, одна высокого типа и одна низкая.
По схеме путевого развития станция является комбинированной.
На вокзале выполняются следующие услуги:
- продажа билета, заказанного пассажиром раньше, в том числе по телефону;
- продажа билетов в пригородном сообщении;
- оформление предупреждения о посадке пассажира на станции, расположенной по маршруту направляющегося поезда, отличающейся от указанной в билете;
- хранение ручной клади в стационарных камерах хранения и хранение крупногабаритных вещей, в том числе тех, которые не принадлежат к ручной клади.

Вокзал можно увидеть в фильме Никиты Михалкова «Родня».

## Галерея
| - Путевое развитие станции - Зал ожидания - Кассы дальнего следования - Интерьер вокзала |